# Radical Optimism
Radical Optimism — третий студийный альбом британской певицы Дуа Липы, вышедший 3 мая 2024 года на лейбле Warner Records. Её первый полноформатный студийный альбом за 4 года с момента выхода в 2020 году альбома Future Nostalgia.
С альбома вышли синглы «Houdini», «Training Season» и «Illusion», которые заняли в британском хит-параде UK Singles Chart второе, четвёртое и девятое места, соответственно.
После выхода Radical Optimism получил в целом положительные отзывы критиков. Большинство рецензентов высоко оценили неопсиходелию альбома, но некоторые сочли его менее радикальным, чем он мог бы быть. В Соединенном Королевстве альбом дебютировал на первом месте в чарте UK Albums Chart и стал самым успешным дебютным альбомом для британских женщин за последние три года. Альбом будет поддержан туром The Radical Optimism Tour, который начнется в июне 2024 года.

## Предыстория
В 2023 году Липа сообщила, что её третий студийный альбом выйдет где-то в 2024 году с новым звучанием, в котором она отойдёт от дискотечного саундскейпа Future Nostalgia, а вместо этого примет больше психоделии 1970-х. После удаления всех своих постов в Instagram в октябре 2023 года она рассказала, что перекрасила волосы в красный цвет, опубликовав свою фотографию с подписью «скучаешь по мне?». В ожидании новой музыки Липа выкладывала в социальных сетях фотографии с загадочными подписями и временно заменила обложки своих предыдущих альбомов калейдоскопическими версиями на стриминговых сервисах. В статье для обложки февральского номера Rolling Stone за 2024 год Липа описала свой грядущий альбом как «психоделик-поп, проникнутый данью британской рейв-культуре».
Липа анонсировала свой третий студийный альбом под названием Radical Optimism и дату его выхода в Instagram 13 марта 2024 года. Альбом стал её первой студийной работой за четыре года, после Future Nostalgia.

## Концепция
Radical Optimism — это пластинка, которая «передаёт чистую радость и счастье» от ясности в ситуациях, включая «тяжёлые прощания и уязвимые начала», которые в итоге стали вехами в результате выбора оптимизма и благодати для навигации «через хаос». Альбом вдохновлён «энергией [родного города Липы] Лондона, а также сыростью, честностью, уверенностью и свободой брит-попа 90-х». В пресс-релизе она выразила желание «передать сущность молодости, свободы и веселья» в этом альбоме. Понятие «радикальный оптимизм» было представлено ей другом за несколько лет до этого, что нашло отклик и позволило ему «вплестись» в её жизнь. Вдохновлённая этим термином, Липа занялась исследованием истории «психоделии, трип-хопа и брит-попа». Оказалось, что эта концепция вызывает у певицы «уверенно-оптимистичное» чувство, которое она стремилась воплотить в своих записях.

## Релиз и продвижение
Radical Optimism был выпущен на Warner Records 3 мая 2024 года. Он доступен для потокового воспроизведения, цифрового скачивания, кассет, CD, двух вариантов бокс-сета и двух вариантов винилового LP. Предварительные заказы на альбом начались 13 марта 2024 года.

### Маркетинг
Липа представила обложку, название и треклист альбома 13 марта 2024 года.

### Название и оформление
По словам Липы, название Radical Optimism было навеяно «идеей пройти через хаос изящно и почувствовать, что ты можешь пережить любую бурю». Вместе с анонсом альбома было представлено его оформление. Снятая Тайроном Лебоном, она изображает певицу, плавающую в океане, и силуэт акулы, приближающейся к ней.

### Живые выступления
Липа открыла 66-ю ежегодную церемонию вручения премии «Грэмми» 4 февраля 2024 года песней «Houdini» и дебютировала с неизданной на тот момент композицией «Training Season», а также «Dance the Night», песней для фильма «Барби» 2023 года. Последний трек она вновь исполнила на церемонии Brit Awards 2024 2 марта. Липа станет хедлайнером фестиваля Гластонбери 2024 года в июне, а также Open’er Festival (Польша), Rock Werchter (Бельгия), NOS Alive (Португалия) и Mad Cool (Испания) в июле.
Она также проведёт разовый концерт 17 октября в Королевском Альберт-холле в Лондоне. Поклонники, оформившие предварительный заказ на Radical Optimism, получат доступ к предпродаже 10 апреля, после чего 12 апреля начнётся общая продажа билетов через Ticketmaster.

### Тур
18 марта 2024 года Липа объявил о туре Radical Optimism On Road, европейском концертном туре в поддержку альбома. Билеты поступили в общую продажу 21 марта через Ticketmaster; фанаты, оформившие предварительный заказ на Radical Optimism, получили доступ к предпродаже.

## Отзывы
| Совокупная оценка   | Совокупная оценка |
| Источник            | Оценка            |
| ------------------- | ----------------- |
| AnyDecentMusic?     | 6.7/10            |
| Metacritic          | 73/100            |
| Оценки критиков     |                   |
| Источник            | Оценка            |
| Clash               | 6/10              |
| The Daily Telegraph | [ 33 ]            |
| DIY                 | [ 34 ]            |
| Evening Standard    | [ 35 ]            |
| The Guardian        | [ 36 ]            |
| The Independent     | [ 37 ]            |
| NME                 | [ 38 ]            |
| Pitchfork           | 6.6/10            |
| Rolling Stone UK    | [ 40 ]            |
| Slant Magazine      | [ 2 ]             |

Radical Optimism получил в целом благоприятные отзывы от музыкальных критиков. На сайте Metacritic, который присваивает нормализованную оценку из 100 баллов рецензиям из основных изданий, альбом получил средную оценку 72, основанную на 13 рецензиях.
Эль Хант, написавший рецензию для Evening Standard, говорит, что «Radical Optimism, несмотря на название, которое звучит как вдохновляющий магнит на холодильник, может похвастаться несколькими настоящими жемчужинами дэнс-попа, которым самое место на вершине ее творчества», но добавляет, что это «немного полусерьезный эксперимент». Людовик Хантер-Тилни из Financial Times отметил, что «на альбоме много наслоений и эффектов, но песни имеют одинаково простой грув». Алексис Петридис из The Guardian заявил: «Это хорошо сделанный альбом с массовой привлекательностью, и, конечно, нет закона, что поп-музыка должна быть глубокой. Но прилагательное в его названии определенно не к месту».
Эйми Филлипс из Clash сетует: «Я не вижу, чтобы „Радикальный оптимизм“ сразу же занял первое место в рейтинге симпатий фанатов, но если медленное горение „Ностальгии по будущему“ дает о себе знать, у Дуа Липы есть основания быть, как предполагает ее последний проект, радикально оптимистичной в отношении будущего альбома». Автор DIY Лиза Райт отметила, что «в ее долгожданном третьем альбоме много залитого солнцем звукового оптимизма, но не так много радикального».
В журнале The Line of Best Fit Клэр Биддлс отметила: «В своих дэнс-поп-синглах Дуа доказала, что она может делать „поп“, но „звезды“ ей все еще не хватает». Томас Смит в NME написал: «Возможно, несправедливо слишком сильно упрекать Липу в том, что могло быть случайным комментарием в слишком буквальном профиле, но Radical Optimism предлагает немного другого, за что можно зацепиться».

### Итоговые годовые списки
| Публикация     | Список                                  | Ранг | Ссылка |
| -------------- | --------------------------------------- | ---- | ------ |
| Billboard      | The 50 Best Albums of 2024: Staff Picks | 27   | [ 43 ] |
| Slant Magazine | The 50 Best Albums of 2024              | 40   | [ 44 ] |

## Коммерческий успех
Альбом Radical Optimism дебютировал на первом месте в чарте альбомов UK Albums Chart в Великобритании с 46 300 альбомными эквивалентными единицами, что стало лучшей неделей дебюта для британской исполнительницы со времен альбома Адели 30 в ноябре 2021 года. Это был ее первый дебютный альбом номер один и второй номер один в целом .
В США Radical Optimism дебютировал на второй строчке чарта Billboard 200 с 83 000 эквивалентных единиц, проданных в первую неделю, включая 51 500 продаж чистого альбома, и стал самым продаваемым альбомом Липы, превзойдя достижение Future Nostalgia, занимавшего третье место. Альбом стал самым продаваемым в чистом виде на той неделе и стал самым продаваемым альбомом Липы за первую неделю.

## Список треков
| №                   | Название            | Автор(ы)                                                                                         | Продюсеры                                      | Длительность |
| ------------------- | ------------------- | ------------------------------------------------------------------------------------------------ | ---------------------------------------------- | ------------ |
| 1.                  | «End of an Era»     | Дуа Липа Кевин Паркер [англ.] Дэнни Харле Кэролайн Эйлин [англ.] Тобиасом Джессо-младшим [англ.] | Паркер Харле Cameron Gower Poole [v] Эйлин [v] | 3:16         |
| 2.                  | «Houdini»           |                                                                                                  | Харле Паркер                                   | 3:06         |
| 3.                  | «Training Season»   |                                                                                                  | Харле Паркер                                   | 3:29         |
| 4.                  | «These Walls»       | Липа Эндрю Уайатт Harle Billy Walsh Эйлин                                                        | Уайатт Харле Poole [v]                         | 3:38         |
| 5.                  | «Whatcha Doing»     | Липа Паркер Харле Эйлин Ali Tamposi                                                              | Паркер Харле [a] Poole [v]                     | 3:18         |
| 6.                  | «French Exit»       | Липа Паркер Harle Эйлин Джессо                                                                   | Паркер Харле Poole [v]                         | 3:21         |
| 7.                  | «Illusion»          |                                                                                                  | Харле Паркер                                   | 3:08         |
| 8.                  | «Falling Forever»   | Липа Ian Kirkpatrick Харле Emily Warren Tamposi Эйлин                                            | Kirkpatrick Харле [a] Poole [v]                | 3:43         |
| 9.                  | «Anything for Love» | Липа Kirkpatrick Харле Джессо Julia Michaels Эйлин                                               | Kirkpatrick Харле [a] Poole [v]                | 2:22         |
| 10.                 | «Maria»             | Липа Уайатт Харле Michaels Эйлин                                                                 | Уайатт Харле Poole [v]                         | 3:08         |
| 11.                 | «Happy for You»     | Липа Паркер Харле Эйлин Jesso                                                                    | Паркер Харле Poole [v]                         | 4:06         |
| Общая длительность: | Общая длительность: | Общая длительность:                                                                              | Общая длительность:                            | 36:35        |

## Чарты
| Чарт (2024)                         | Высшая позиция |
| ----------------------------------- | -------------- |
| Австралия (ARIA)                    | 2              |
| Бельгия/Фландрия (Ultratop)         | 2              |
| Бельгия/Валлония (Ultratop)         | 1              |
| Канада (Canadian Albums Chart)      | 3              |
| Хорватия (HDU)                      | 1              |
| Чехия (ČNS IFPI)                    | 5              |
| Дания (Hitlisten)                   | 6              |
| Нидерланды (Album Top 100)          | 1              |
| Финляндия (Suomen virallinen lista) | 3              |
| Франция (SNEP)                      | 1              |
| Германия (Offizielle Top 100)       | 3              |
| Венгрия (MAHASZ)                    | 1              |
| Исландия (Plötutíðindi)             | 13             |
| Ирландия (Irish Albums Chart)       | 2              |
| Италия (FIMI)                       | 2              |
| Япония Digital Albums (Oricon)      | 8              |
| Япония Hot Albums (Billboard Japan) | 24             |
| Литва (AGATA)                       | 3              |
| Новая Зеландия (RMNZ)               | 2              |
| Норвегия (VG-lista)                 | 3              |
| Португалия (AFP)                    | 1              |
| Шотландия (Scottish Albums Chart)   | 1              |
| Швеция (Sverigetopplistan)          | 4              |
| Швейцария (Schweizer Hitparade)     | 2              |
| Великобритания (UK Albums Chart)    | 1              |
| США (Billboard 200)                 | 2              |

## Сертификация
| Регион                                                                      | Сертификация | Продажи |
| --------------------------------------------------------------------------- | ------------ | ------- |
| Великобритания (BPI)                                                        | Серебряный   | 60 000  |
| Данные о продажах + прослушиваниях приведены только на основе сертификации. |              |         |

## История релиза
| Регион | Дата       | Формат                                                      | Лейбл  | Ссылка        |
| ------ | ---------- | ----------------------------------------------------------- | ------ | ------------- |
| Мир    | 3 мая 2024 | Box set кассета CD Цифровые загрузки стриминг грампластинка | Warner | [ 74 ] [ 75 ] |
| Мир    | 3 мая 2024 | Record Store Day (эксклюзив для инди-магазинов)             | Warner | [ 76 ]        |
| США    | 3 мая 2024 | Target эксклюзивный винил                                   | Warner | [ 77 ]        |